# Jeannie Seely
Jeannie Seely (nacida como Marilyn Jeanne Seely, Titusville, Pensilvania, 6 de julio de 1940-1 de agosto de 2025) fue una cantante estadounidense de música country y una estrella del Grand Ole Opry. Es más conocida por su sencillo «Don't Touch Me» que alcanzó el segundo puesto en la lista de canciones country y le permitió ganar su primer Premio Grammy a la mejor interpretación vocal country femenina.
Seely produjo numerosos éxitos country desde la década de 1960 hasta mediados de la década de 1970, incluyendo duetos con Jack Greene como «I Wish I Didn't Have to Miss You» de 1969

## Discografía

### Álbumes de estudio
| Título                                                  | Detalles del álbum                                                                                                   | Máxima posición en listas |
| Título                                                  | Detalles del álbum                                                                                                   | US Country                |
| ------------------------------------------------------- | --- | ------------------------- |
| The Seely Style                                         | - Fecha de lanzamiento: septiembre de 1966 - Sello discográfico: Monument Records - Formatos: Disco de vinilo        | 8                         |
| Thanks, Hank!                                           | - Fecha de lanzamiento: marzo de 1967 - Sello discográfico: Monument Records - Formatos: Disco de vinilo             | 17                        |
| I'll Love You More                                      | - Fecha de lanzamiento: febrero de 1968 - Sello discográfico: Monument Records - Formatos: Disco de vinilo           | 30                        |
| Little Things                                           | - Fecha de lanzamiento: diciembre de 1968 - Sello discográfico: Monument Records - Formatos: Disco de vinilo         | 36                        |
| Jeannie Seely                                           | - Fecha de lanzamiento: abril de 1969 - Sello discográfico: Decca Records - Formatos: Disco de vinilo                | —                         |
| Jack Greene — Jeannie Seely (con Jack Greene)           | - Fecha de lanzamiento: enero de 1970 - Sello discográfico: Decca Records - Formatos: Disco de vinilo                | 18                        |
| Please Be My New Love                                   | - Fecha de lanzamiento: August 1970 - Sello discográfico: Decca Records - Formatos: Disco de vinilo                  | —                         |
| Two for the Show (con Jack Greene)                      | - Fecha de lanzamiento: December 1972 - Sello discográfico: Decca Records - Formatos: Disco de vinilo                | 36                        |
| Can I Sleep in Your Arms/Lucky Ladies                   | - Fecha de lanzamiento: November 1973 - Sello discográfico: MCA Records - Formatos: Disco de vinilo                  | 15                        |
| Jeannie Seely                                           | - Fecha de lanzamiento: 1990 - Sello discográfico: — - Formatos: casete                                              | —                         |
| Jeannie Seely Number One Christmas                      | - Fecha de lanzamiento: October 1994 - Sello discográfico: Power Pak - Formatos: casete, CD                          | —                         |
| Personal                                                | - Fecha de lanzamiento: 1997 - Sello discográfico: — - Formatos: casete, CD                                          | —                         |
| Been There, Sung That                                   | - Fecha de lanzamiento: 1999 - Sello discográfico: Shadpoke Records - Formatos: casete, CD                           | —                         |
| Life's Highway                                          | - Fecha de lanzamiento: 18 de noviembre de 2003 - Sello discográfico: OMS Records - Formatos: CD, descarga digital   | —                         |
| Vintage Country                                         | - Fecha de lanzamiento: 1 de febrero de 2011 - Sello discográfico: Cheyenne Records - Formatos: CD, descarga digital | —                         |
| «—" denota que el lanzamiento no apareció en las listas | |                           |

### Álbumes en vivo
| Título                                       | Detalles del álbum |
| -------------------------------------------- | --- |
| Live at the Grand Ole Opry (con Jack Greene) | - Fecha de lanzamiento: 1977 - Sello discográfico: Kardina Records/Pinnacle Records - Formatos: Disco de vinilo, casete, CD |

### Álbumes compilatorios
| Título                          | Detalles del álbum |
| ------------------------------- | --- |
| Make the World Go Away          | - Fecha de lanzamiento: marzo de 1972 - Sello discográfico: Decca Records - Formatos: Disco de vinilo                       |
| Greatest Hits (con Jack Greene) | - Fecha de lanzamiento: 1991 - Sello discográfico: Gusto Records/Hollywood Records - Formatos: casete, CD, descarga digital |
| Greatest Hits on Monument       | - Fecha de lanzamiento: 9 de marzo de 1993 - Sello discográfico: Sony Music Entertainment - Formatos: casete, CD            |

## Sencillos
| Título                                                  | Año  | Máxima posición en listas | Máxima posición en listas | Máxima posición en listas | Máxima posición en listas | Álbum                                 |
| Título                                                  | Año  | US Country                | CB Country                | US                        | CAN Country               | Álbum                                 |
| ------------------------------------------------------- | ---- | ------------------------- | ------------------------- | ------------------------- | ------------------------- | ------------------------------------- |
| «If I Can't Have You»                                   | 1965 | —                         | —                         | —                         | —                         | Sin álbum                             |
| «Bring It on Back»                                      | 1965 | —                         | —                         | —                         | —                         | Sin álbum                             |
| «Today Is Not the Day»                                  | 1965 | —                         | —                         | —                         | —                         | Sin álbum                             |
| «Don't Touch Me»[a]                                     | 1966 | 2                         | 1                         | 85                        | —                         | The Seely Style                       |
| «It's Only Love»                                        | 1966 | 15                        | 16                        | 143                       | —                         | The Seely Style                       |
| «A Wanderin' Man»                                       | 1966 | 13                        | 32                        | —                         | —                         | Thanks, Hank                          |
| «When It's Over»                                        | 1967 | 39                        | 40                        | —                         | —                         | I'll Love You More                    |
| «These Memories»                                        | 1967 | 42                        | 44                        | —                         | —                         | Thanks, Hank                          |
| «I'll Love You More (Than You'll Need)»                 | 1967 | 10                        | 15                        | —                         | —                         | I'll Love You More                    |
| «Welcome Home to Nothing»                               | 1968 | 24                        | 27                        | —                         | —                         | Little Things                         |
| «How Is He»                                             | 1968 | 23                        | 26                        | —                         | 24                        | Little Things                         |
| «Little Things»                                         | 1968 | —                         | —                         | —                         | —                         | Little Things                         |
| «Just Enough to Start Me Dreamin'»                      | 1969 | 43                        | 46                        | —                         | —                         | Jeannie Seely                         |
| «Jeannie's Song»                                        | 1969 | —                         | —                         | —                         | —                         | Please Be My New Love                 |
| «Please Be My New Love»                                 | 1970 | 46                        | 54                        | —                         | —                         | Please Be My New Love                 |
| «Tell Me Again»                                         | 1970 | 58                        | 50                        | —                         | —                         | Can I Sleep in Your Arms/Lucky Ladies |
| «You Don't Understand Him Like I Do»                    | 1971 | 71                        | 58                        | —                         | —                         | Sin álbum                             |
| «Alright I'll Sign the Papers»                          | 1971 | 42                        | 38                        | —                         | —                         | Can I Sleep in Your Arms/Lucky Ladies |
| «Pride»                                                 | 1972 | 46                        | 50                        | —                         | —                         | Can I Sleep in Your Arms/Lucky Ladies |
| «Farm in Pennsyltucky»                                  | 1972 | 72                        | —                         | —                         | 79                        | Can I Sleep in Your Arms/Lucky Ladies |
| «Can I Sleep in Your Arms»                              | 1973 | 6                         | 9                         | —                         | 4                         | Can I Sleep in Your Arms/Lucky Ladies |
| «Lucky Ladies»                                          | 1973 | 11                        | 17                        | —                         | 17                        | Can I Sleep in Your Arms/Lucky Ladies |
| «I Miss You»                                            | 1974 | 37                        | 34                        | —                         | —                         | Sin álbum                             |
| «He Can Be Mine»                                        | 1974 | 26                        | 14                        | —                         | 13                        | Sin álbum                             |
| «The First Time»                                        | 1975 | —                         | 75                        | —                         | —                         | Sin álbum                             |
| «Take My Hand»                                          | 1975 | 59                        | 46                        | —                         | —                         | Sin álbum                             |
| «Since I Met You, Boy»                                  | 1976 | 96                        | —                         | —                         | —                         | Sin álbum                             |
| «We're Still Hangin' in There, Ain't We Jessi»          | 1977 | 80                        | 75                        | —                         | —                         | Sin álbum                             |
| «Take Me to Bed»                                        | 1977 | 97                        | 94                        | —                         | —                         | Sin álbum                             |
| "—" denota que el lanzamiento no apareció en las listas |      |                           |                           |                           |                           |                                       |

### Sencillos en colaboración
| Título                                                             | Año  | Máxima posición en listas | Máxima posición en listas | Máxima posición en listas | Álbum                       |
| Título                                                             | Año  | US Country                | CB Country                | CAN Country               | Álbum                       |
| ------------------------------------------------------------------ | ---- | ------------------------- | ------------------------- | ------------------------- | --------------------------- |
| «Wish I Didn't Have to Miss You» (con Jack Greene)                 | 1969 | 2                         | 9                         | 21                        | Jack Greene — Jeannie Seely |
| «Much Oblige» (con Jack Greene)                                    | 1971 | 15                        | 12                        | 15                        | Two for the Show            |
| «What in the World Has Gone Wrong with Our Love» (con Jack Greene) | 1972 | 19                        | 10                        | 19                        | Two for the Show            |
| "—" denota que el lanzamiento no apareció en las listas            |      |                           |                           |                           |                             |